# Bjuv (comune)
Bjuv è un comune svedese di 14 902 abitanti, situato nella contea di Scania. Il suo capoluogo è la cittadina omonima.

## Località
Nel territorio comunale sono comprese le seguenti aree urbane (tätort):
| # | Località          | Popolazione |
| - | ----------------- | ----------- |
| 1 | Bjuv              | 6.348       |
| 2 | Ekeby             | 3.044       |
| 3 | Billesholm        | 2.794       |
| 4 | Gunnarstorp       | 362         |
| 5 | Södra Vrams fälad | 262         |